# Red Rhinos FC
Der Red Rhinos Football Club (seit 2024/25) oder Tambankulu Callies Football Club ist ein eswatinischer Fußballverein mit Sitz in Tabankulu in der Region Lubombo. Aktuell, Stand Juli 2024, spielt der Verein in der zweiten Liga, der First Division.

## Geschichte
Wann der Klub genau gegründet wurde, ist nicht bekannt. Erstmals in den bekannten Statistiken auftauchen tut er in der Saison 2000/01 wo man es im BP Challenge Cup bis ins Achtelfinale schaffte. Bedingt dadurch platziert man sich auch in der zweitklassigen First Division League, wo man in den folgenden Jahren spielt. Nach der Spielzeit 2003/04 muss die Mannschaft jedoch mit 12 Punkten über den Vorletzten Platz absteigen. In der regional ausgetragenen drittklassigen Lubombo Super League sichert man sich mit 62 Punkten nach der Runde 2005/06 dann auch wieder den Aufstieg. Hier hielt man sich zwar ganz passable, jedoch landete das Team mit 27 Zählern schon nach der Saison 2007/08 auf einem Abstiegsplatz. Durch die Auflösung des Vento Umoya FC nach Saisonende durfte der Klub aber in der zweiten Liga verbleiben. Nun konnte man durchgehend der Spielklasse auch erhalten bleiben und nach der Spielzeit 2010/11 platzierte man sich sogar auf dem zweiten Platz, womit man in die Erste Liga aufsteigen durfte.
Hier konnte man jedoch die Klasse nicht halten und stieg mit 12 Punkten über den 11. Platz direkt wieder ab. Es sollte bis zur Saison 2020/21 dauern, in der der Klub wieder einmal an der Austragung der ersten Liga teilnahm. Diesmal konnte man aber auch die Klasse halten und weiter in der Liga spielen.